# Distrito de Quivilla
El distrito de Quivilla es uno de los 9 distritos y la capital de la provincia de Dos de Mayo, que se encuentra en el departamento de Huánuco; bajo la administración del Gobierno regional de Huánuco, en la zona central del Perú.
Desde el punto de vista jerárquico de la Iglesia católica forma parte de la diócesis de Huánuco, sufragánea de la arquidiócesis de Huancayo.

## Historia
Fue creado mediante Ley del 12 de septiembre de 1921, en el gobierno del Presidente Augusto Leguía.

## Geografía
Tiene una extensión de 33,6 km² y a una altitud de 2 938 m s. n. m.
Latitud: 9° 35′ 42″ (sur)   Longitud: 76°43'25" (oeste)

## Autoridades

### Municipales
Alcalde : Gregorio Zevallos Reyes 2023-2026 
- 2015 - 2018[2]
  - Alcalde: Fidel Nicolás Godoy, del Movimiento Independiente Descentralizado (MIDE).
- 2007 - 2010
  - Alcalde: Isau Juan Vera Berrospi, del Partido Aprista Peruano (PAP).

### Policiales
- Comisario:  PNP.

### Religiosas
- Diócesis de Huánuco[3]
  - Obispo: Mons. Jaime Rodríguez Salazar, MCCJ.
- Parroquia
  - Párroco: Pbro. .

## Galería
- Wikimedia Commons alberga una categoría multimedia sobre Distrito de Quivilla.